# Vzdělávání v Turecku
Vzdělávání v Turecku se řídí národním systémem, který byl zřízen v souladu s Atatürkovými reformami. Je to státem kontrolovaný systém navržený tak, aby produkoval dovednou profesionální třídu pro sociální a ekonomické instituce národa.
Povinná školní docházka trvá 12 let. Základní a střední vzdělávání je financováno státem a je bezplatné ve veřejných školách ve věku od 6 do 19 let. Středoškolské nebo středoškolské vzdělání není povinné, ale je nutné pro postup na vysoké školy. Turecko má od roku 2022 přes 200 univerzit.
Turecko má od roku 2019 97 % zapsaných dětí do základních škol z celkového počtu dětí způsobilých. Toto číslo výrazně kleslo v důsledku syrské uprchlické krize. Mnoho syrských dětí během krize opustilo školu. 
V roce 2002 dosáhly celkové výdaje na vzdělávání v Turecku 13,4 miliardy USD, včetně státního rozpočtu přiděleného prostřednictvím Národního ministerstva školství a soukromých a mezinárodních fondů. Podíl národního bohatství investovaného do vzdělávacích institucí je v Turecku vyšší než průměr zemí OECD. Rada pro vědecký a technologický výzkum Turecka je hlavním národním orgánem pro výzkum a vývoj v Turecku.

## Předškolní vzdělávání
Předškolní vzdělávání zahrnuje volitelné vzdělávání dětí ve věku od 36 do 72 měsíců, které nedosáhly věku povinného základního vzdělávání. Instituce předškolního vzdělávání, samostatné mateřské školy, jsou otevřeny jako mateřské třídy a praktické třídy v rámci institucí formálního a neformálního vzdělávání s vhodnou fyzickou kapacitou. Služby související s předškolním vzděláváním poskytují jesle, školky, praktické třídy zřízené především ministerstvem národního školství a denní centra, mateřské školy, domy s pečovatelskou službou, domy péče o děti a ústavy péče o děti zřízené různými ministerstvy a ústavy pro účely péče nebo výchovy na základě ustanovení deseti zákonů, dvou zákonů a deseti předpisů. V akademickém roce 2001–2002 se vzdělávalo 256 400 dětí a zaměstnávalo 14 500 učitelů v 10 500 institucích předškolního vzdělávání.

## Základní vzdělání

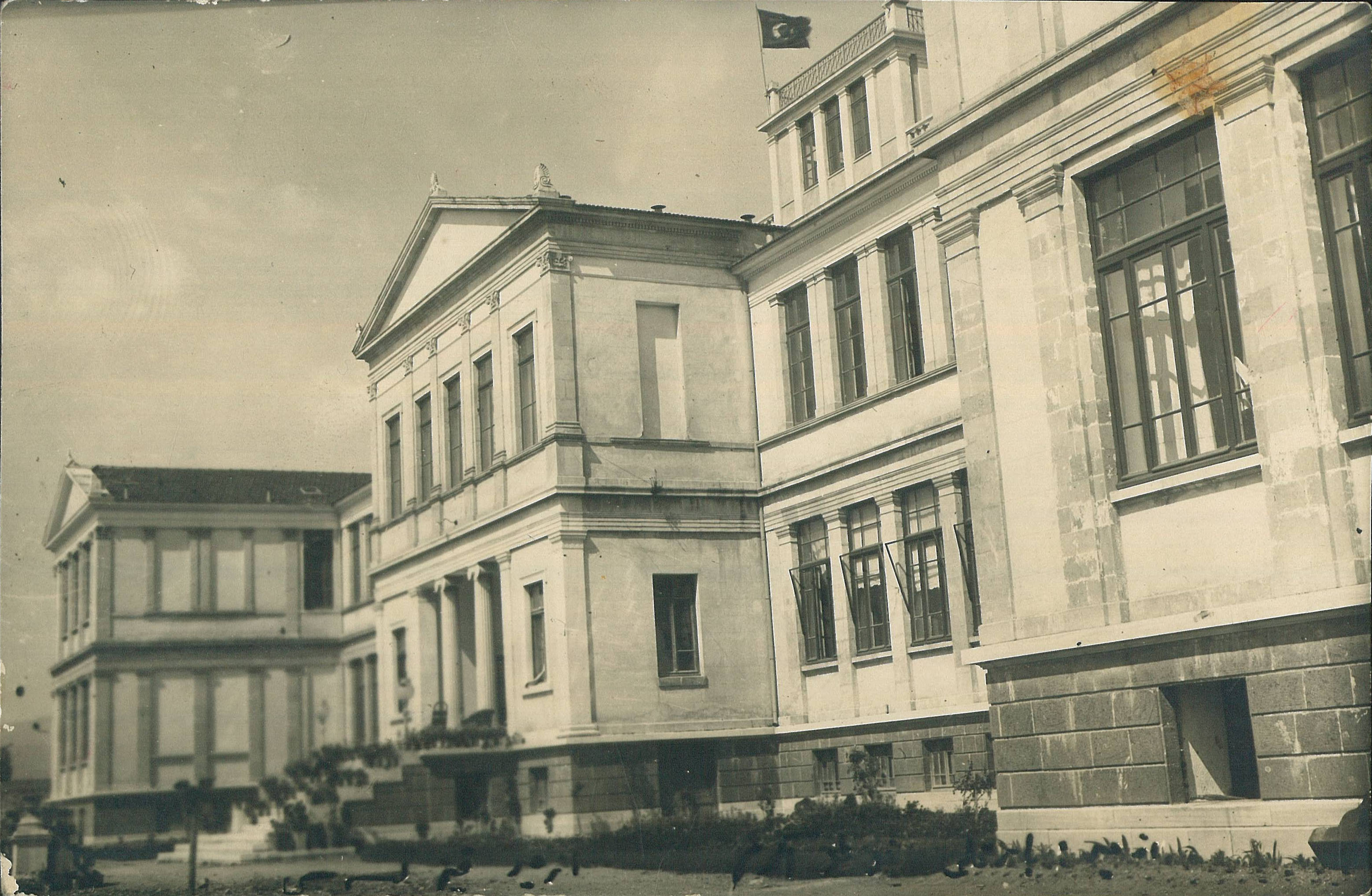
Namık Kemal Lisesi v İzmiru

Základní škola trvá 4 roky. Základní vzdělávání zahrnuje vzdělávání a výuku zaměřenou na děti ve věku 6–14 let, je povinné pro všechny občany, chlapce i dívky, a ve veřejných školách je poskytováno zdarma. Instituce základního vzdělávání jsou školy, které poskytují osm let nepřetržitého vzdělávání, na jehož konci získají absolventi diplom o základním vzdělání. První čtyři roky základní školy jsou někdy označovány jako První škola, 1. stupeň.
V prvním, druhém a třetím ročníku jsou čtyři základní předměty, kterými jsou turečtina, matematika, Hayat Bilgisi (doslova znamená „životní znalosti“) a cizí jazyk. Ve čtvrté třídě je Hayat Bilgisi nahrazen vědou a společenskými vědami. Cizí jazyk vyučovaný na školách se škola od školy mění. Nejběžnější je angličtina, zatímco některé školy vyučují místo angličtiny němčinu, francouzštinu nebo španělštinu. Některé soukromé školy vyučují dva cizí jazyky současně.
Dříve se termín "střední škola" používal pro tříleté vzdělávání, které následovalo po tehdy povinných pěti letech na "první škole". Nyní se druhé čtyři roky primárního vzdělávání někdy označují jako „první škola, 2. úroveň“, ale oba mají pravdu. Základní školy mohou být veřejné nebo soukromé. Veřejné školy jsou zdarma, ale poplatky za vstup do soukromých škol se mění škola od školy. Cizí jazyky vyučované na soukromých školách jsou obvykle na vyšší úrovni než na veřejných školách, protože většina soukromých škol dává přednost najímání rodilých mluvčích jako učitelů.
V šestém a sedmém ročníku je pět základních předmětů: turečtina, matematika, přírodní vědy, sociální studia a cizí jazyk. V osmé třídě jsou sociální studia nahrazena tureckými dějinami revoluce a kemalismu.
V akademickém roce 2001–2002 se vzdělávalo 10,3 milionu studentů a na 34 900 školách bylo zaměstnáno 375 500 učitelů.

## Středoškolské vzdělání

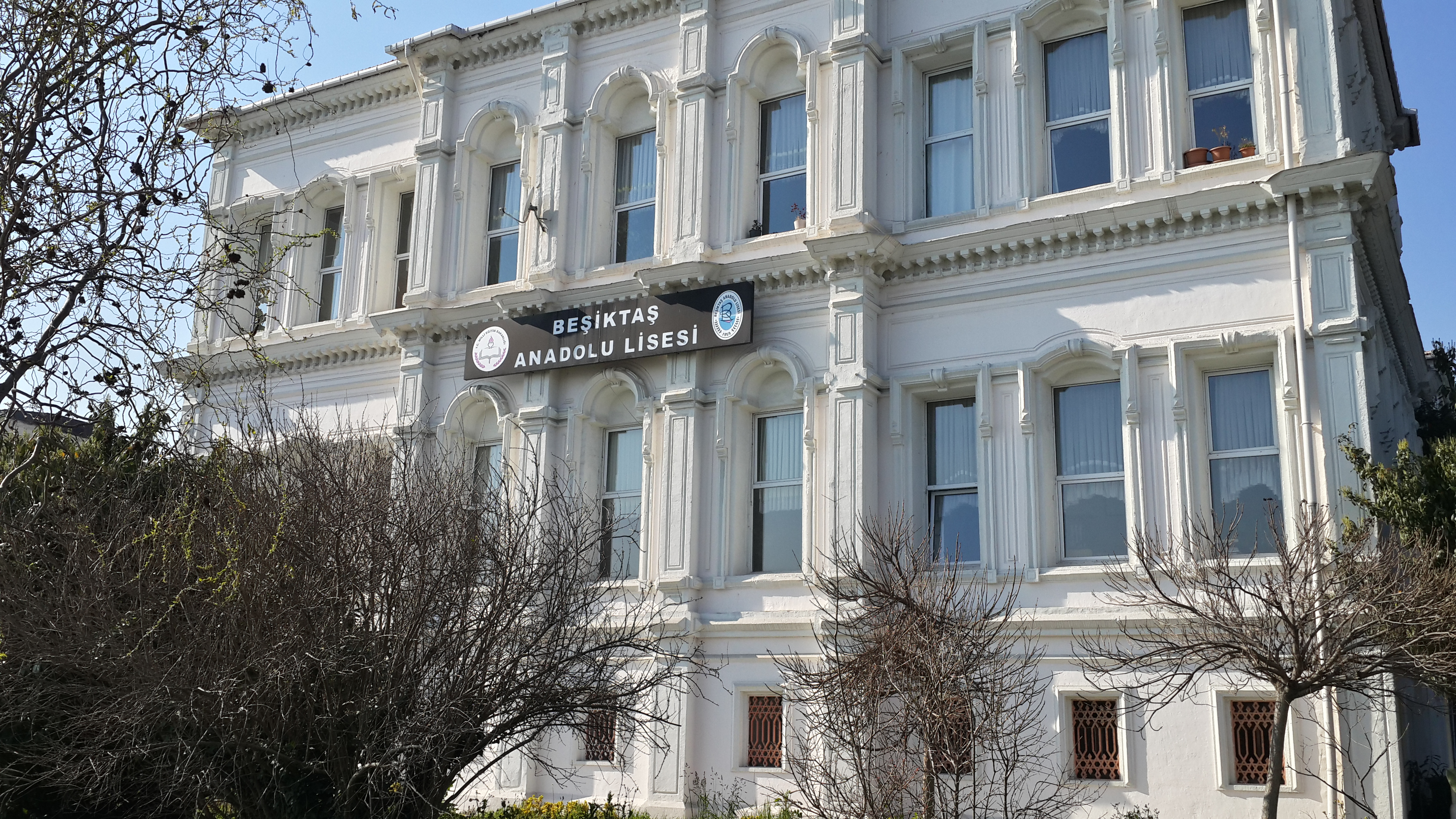
Anatolská střední škola Beşiktaş

Střední vzdělávání zahrnuje všechny instituce všeobecného, odborného a technického vzdělávání, které poskytují alespoň tři roky vzdělávání po základní škole. Systém přijímání na střední školu se mění téměř každý rok. Někdy mají soukromé školy různé zkoušky, někdy jsou 3 zkoušky na 3 roky, někdy je jen jedna zkouška, ale ta se počítá jinak, někdy se dívají jen na vaše školní známky. Středoškolské vzdělávání má za cíl poskytnout studentům dobrou úroveň obecných znalostí a připravit je na vysokoškolské vzdělání, pro povolání, pro život a pro podnikání v souladu s jejich zájmy, dovednostmi a schopnostmi. V akademickém roce 2001–2002 se vzdělávalo 2,3 milionu studentů a v 6000 vzdělávacích institucích bylo zaměstnáno 134 800 učitelů.
Všeobecné sekundární vzdělávání zahrnuje vzdělávání dětí ve věku 15 až 17 let po dobu nejméně tří let po základním vzdělání. Všeobecné sekundární vzdělávání zahrnuje střední školy, střední školy s výukou cizích jazyků, anatolské střední školy, střední vědecké školy, střední školy připravující učitele v Anatolii a střední školy výtvarného umění v Anatolii.
Na středním odborném a technickém vzdělávání jsou zapojeny instituce, které jednak vychovávají studenty jako pracovní sílu v obchodních a jiných odborných oblastech, připravují je na vysokoškolské vzdělávání a naplňují cíle všeobecného sekundárního vzdělávání. Střední odborné a odborné vzdělávání zahrnuje odborné školy pro chlapce, odborné školy pro dívky, obchodní a turistické školy, náboženské školy, víceoborové střední školy, speciální školy, soukromé pedagogické školy a školy pro výchovu ke zdraví.
Středoškolské vzdělání je často označováno jako středoškolské vzdělání, protože školy se nazývají lyceum.
Na veřejných středních školách a středních odborných školách navštěvují studenti každý den šest tříd, z nichž každá trvá přibližně 40 minut. Na anatolských středních školách a soukromých středních školách je denní program obvykle delší, až osm tříd každý den, včetně oběda. Všichni žáci 9. ročníku jsou celostátně vyučováni ve stejných třídách, s drobnými rozdíly v určitých případech. Tyto třídy jsou: turečtina , turecká literatura, matematika, fyzika, chemie, biologie, geometrie, světové dějiny, zeměpis, náboženství a etika, tělesná výchova, cizí jazyk (ve většině případů angličtina), druhý cizí jazyk (nejčastěji němčina ale může to být francouzština, italština, japonština, arabština, ruština nebo čínština).

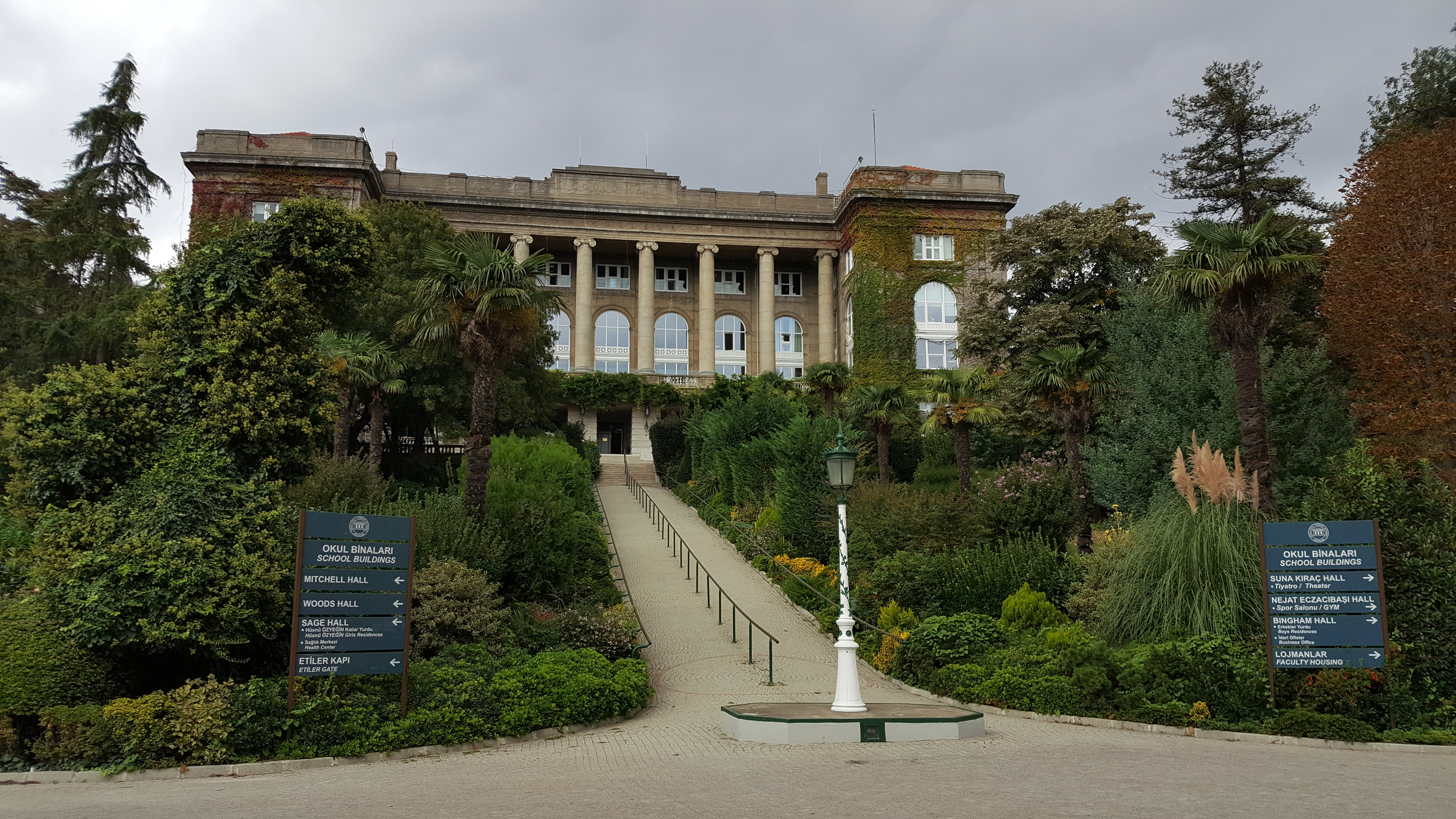
Robert College v Istanbulu

Když studenti nastoupí do 11. třídy, obvykle si vyberou jednu ze čtyř tratí: turečtina – matematika , přírodní vědy, společenské vědy a cizí jazyky . Na středních odborných školách nejsou nabízeny žádné stopy, zatímco na středních školách přírodovědných jsou nabízeny pouze vědecké stopy. Různé školy mohou mít různé zásady. Některé školy, ale ne mnoho, nabízejí volitelné předměty místo akademických oborů, což studentům poskytuje širší škálu možností. Pro 10., 11. a 12. ročník jsou povinné kurzy: Turecký jazyk, Turecká literatura a Republikánské dějiny. Kromě toho mohou studenti absolvovat následující třídy v závislosti na zvoleném směru a/nebo střední škole, kterou navštěvují: matematika, geometrie, statistika, fyzika, biologie, chemie, zeměpis, filozofie, psychologie, sociologie, ekonomie, logika, umění a hudba, doprava a zdraví, počítač, tělesná výchova, první a druhý cizí jazyk.
Studenti dostávali diplom za akademickou dráhu, kterou si zvolili, což je zvýhodňovalo, pokud chtěli pokračovat ve vysokoškolském vzdělání v odpovídajících oborech, protože skóre přijímací zkoušky na univerzitu bylo váženo podle studijního směru. (např. student přírodních věd by měl při přihlášce na medicínu výhodu oproti tureckému studentovi matematiky). Od školního roku 2010–2011 dostávají všichni studenti středních škol standardní středoškolský diplom.
Na konci střední školy, po 12. ročníku, skládají studenti maturitu, kterou jsou povinni splnit, aby mohli složit přijímací zkoušku na vysokou školu a pokračovat ve studiu na vysoké škole.

## Univerzity
Vysokoškolské vzdělávání zahrnuje všechny úrovně institucí poskytujících vzdělávání po střední škole po dobu nejméně 17 let.
Ve 30. letech 20. století na návrh Alberta Einsteina Atatürkova vláda najala přes tisíc zavedených akademiků, včetně světově proslulých emigrantských profesorů, kteří unikli před nacistickým převratem v Německu. Většina z nich byla v medicíně, matematice a přírodních vědách, plus několik z právnických a uměleckých fakult. Němečtí profesoři v exilu působili jako ředitelé v osmi z dvanácti istanbulských ústavů základní vědy a také jako šest ředitelů sedmnácti istanbulských klinik lékařské fakulty.
V akademickém roce 2001–2002 zde bylo 76 vysokých škol, z nichž 53 patřilo státu a 23 nadacím. V těchto institucích pracovalo 66 700 zaměstnanců, 63 000 na státních univerzitách a 3 700 na ostatních.
Po přijímací zkoušce na celostátní vysokou školu organizovanou národním zkušebním orgánem, pokud studenti uspějí, pokračují ve studiu na vysoké škole. Zahraniční studenti skládají zkoušku Yös nebo poskytnou ekvivalentní pověření schválené Radou pro vysoké školství (YÖK).
Univerzity poskytují buď dva nebo čtyři roky vzdělání pro vysokoškolské studium, zatímco postgraduální programy trvají minimálně dva roky. Některé univerzity také žádají o další rok přípravného studia angličtiny, který je třeba absolvovat před zahájením studia, pokud není složena výjimečná zkouška.
Existuje asi 820 vysokých škol včetně univerzit s celkovým počtem studentů zapsaných více než 1 milion. Za terciární vzdělávání odpovídá Rada pro vysoké školy a veřejné instituce, které tvoří většinu systému terciárního vzdělávání, financuje stát. V Turecku je 167 univerzit , které jsou klasifikovány buď jako veřejné nebo nadační (soukromé) a v roce 2006 na těchto univerzitách promovalo 373 353 studentů .Veřejné univerzity obvykle účtují velmi nízké poplatky, zatímco soukromé nadační univerzity jsou velmi drahé s poplatky, které mohou dosáhnout 30 000 $ ročně. Od roku 1998 získaly univerzity větší autonomii a byly povzbuzovány k získávání finančních prostředků prostřednictvím partnerství s průmyslem.
Kvalita vzdělávání na tureckých univerzitách se velmi liší, některé poskytují vzdělání a zařízení na stejné úrovni jako mezinárodně uznávané školy (technické univerzity jsou často srovnávány s univerzitami ve Spojených státech a pravidelně je navštěvuje Americká akreditační rada pro strojírenství a technologii, jejich inženýrské programy považovány v podstatě za ekvivalentní srovnatelným programům v USA.
Turecké univerzity se aktivně účastní programu Evropské komise Socrates – Erasmus, jehož cílem je zvýšit mobilitu studentů a akademických pracovníků v rámci Evropské unie, zemí Evropského hospodářského prostoru a dalších kandidátských zemí EU. Stále větší počet tureckých vysokoškoláků absolvuje část studia v zahraničí na univerzitách jiných zúčastněných zemí a turecké univerzity přijímají studenty stejného statutu ze zahraničí. S přijetím zákona 2547 jsou rektoři všech veřejných univerzit jmenováni společně fakultou, Radou pro vysoké školství a prezidentem Turecka. Bývalý prezident Abdullah Gül navrhl, že systém by mohl být změněn, aby se odstranila Rada pro vysoké školství a politický vliv.